# 克里斯蒂娜·伦德-博格尔森
克里斯蒂娜·伦德-博格尔森（挪威語：Kristine Lunde-Borgersen，1980年3月30日—），挪威女子手球運動員，亦是挪威國家女子手球隊隊員，司職後衛。曾在2011年世界女子手球錦標賽為挪威隊奪得冠軍。

## 生平
2008年，伦德-博格尔森代表挪威參加中國北京舉行的奥林匹克运动会女子手球比賽，最終贏得一面金牌。
2012年，伦德-博格尔森代表挪威參加英國倫敦舉行的奥林匹克运动会女子手球比賽，助球隊成功衛冕。

## 家庭
丈夫奥勒·博格尔森（Ole Borgersen），两人在2009年與結婚，育有一子马泰奥（Matheo）。
孿生姊妹卡特琳·伦德·哈拉尔德森同為手球運動員，亦是挪威國家女子手球隊隊員；二人曾一起入選國家隊出戰兩屆奧運會及其他大型賽事。